# Cyrtoxipha tempestiva
Cyrtoxipha tempestiva är en insektsart som beskrevs av Otte, D. och Perez-gelabert 2009. Cyrtoxipha tempestiva ingår i släktet Cyrtoxipha och familjen syrsor. Inga underarter finns listade i Catalogue of Life.